# Кажимеж III Велики
Кажимеж III Велики (на полски: Kazimierz III Wielki) е крал на Полша в периода 1333 – 1370. Той е последният монарх от династията на Пястите.

## Живот
Кажимеж Велики е роден на 30 април 1310 година като пето дете на крал Владислав I Локетек.
Коронясан е на 25 април 1333 година. През 1343 година сключва мирен договор с Тевтонския орден, с който се отказва от Померелия в замяна на Куявия и Добжинската земя. След тежки битки през 1349 година успява да победи Галичкото княжество, като превзема градовете Лвов, Халич и Владимир. През 1364 година създава Краковската академия. Две години по-късно присъединява областта Подолие към полската корона.
Умира на 5 ноември 1370 година и е погребан в Краков.